# Pjotr Stolypin
Pjotr Arkadjevitsj Stolypin (Russisch: Пётр Арка́дьевич Столы́пин) (Baden-Baden, 14 april [O.S. 2 april] 1862 - Kiev, 18 september [O.S. 5 september] 1911) was een belangrijk Russisch staatsman. Hij diende tsaar Nicolaas II van Rusland van 1906 tot 1911 als Voorzitter van de Raad van ministers (dat wil zeggen premier). Hij is vooral bekend vanwege zijn hardhandige bestrijding van revolutionaire groeperingen en de invoering van een landbouwhervorming.

## Familie
Stolypin stamde uit een rijke Russische aristocratische familie, met bezittingen in de provincie Grodno (thans in Wit-Rusland gelegen). Van vaders kant was hij verwant met de dichter Michail Lermontov. Zijn vader was Russisch gezant bij de groothertog van Baden, toen Pjotr geboren werd. Ruim een maand later werd de jongen in de orthodoxe kerk van Dresden gedoopt, reden waarom weleens vermeld wordt dat hij in Dresden zou zijn geboren.

## Studie en gouverneur
Pjotr Stolypin studeerde aan de Universiteit van Sint-Petersburg natuurwetenschappen en maakte carrière in het Russische bestuursapparaat. Hij trouwde al jong, met Olga Borisovna Nejgart, de verloofde van zijn oudere broer Michail, die officier was. Deze was namelijk in 1882 in een duel dodelijk gewond geraakt en had op zijn sterfbed Pjotr gevraagd om zich om zijn verloofde te bekommeren. Pjotr en Olga Stolypin zouden vijf dochters en één zoon krijgen. Stolypin werd in 1903 benoemd tot gouverneur van de provincie Saratov, aan de middenloop van de Wolga. De krachtige manier waarop hij in deze provincie in het revolutiejaar 1905 de orde wist te handhaven, vormde voor tsaar Nicolaas aanleiding om hem tot premier te benoemen, als opvolger van Ivan Goremykin.

## Premier

### Revolutie
Rusland werd in 1905 en 1906 geteisterd door revolutionaire onrust en wijdverbreide ontevredenheid onder de bevolking. Linkse organisaties voerden een gewelddadige campagne tegen de autocratie, en genoten daarbij steun van brede lagen van de bevolking; in geheel Rusland werden politiefunctionarissen en hoge ambtenaren vermoord. Er werd ook een bomaanslag op Stolypin zelf uitgevoerd. In augustus 1906 was er een grote ontploffing in zijn datsja in een buitenwijk van Sint-Petersburg op het Apothekerseiland, waarbij 27 doden te betreuren vielen, evenals vele gewonden, onder wie de zoon en een van de dochters van de premier. Deze bleef zelf evenwel ongedeerd. In antwoord op deze aanvallen voerde Stolypin een systeem in van militaire tribunalen waar "snel recht" werd gesproken over personen die van revolutionaire activiteiten werden beschuldigd. Indien de aangeklaagde ter dood werd veroordeeld, hetgeen vaak het geval was, werd het vonnis binnen een dag voltrokken. Duizenden Russische revolutionairen verloren het leven onder zijn systeem. De galg kreeg de bijnaam "Galstoek Stolypina" (Stolypins stropdas). 
De tsaar had in het revolutiejaar 1905 de concessie gedaan dat er in Rusland een parlement zou komen, de Doema. De eerste verkozen Doema telde echter veel radicaal-revolutionaire leden, die geen enkele bereidheid toonden om met de regering samen te werken. Deze Doema werd daarom al spoedig ontbonden (22 juli [O.S. 9 juli] 1906). Juist in die tijd werd Stolypin, die weliswaar monarchist was, maar wel voorstander van een monarchie die nauwer contact onderhield met het volk, tot premier benoemd. Hij probeerde eerst samen te werken met de Tweede Doema, maar ook die telde naar zijn smaak te veel radicale leden, die niets zagen in zijn ideeën voor een landbouwhervorming.
In juni 1907 zou hij daarom besluiten om ook de Tweede Doema te ontbinden. Stolypin zocht naar middelen om de redenen van ontevredenheid te verminderen en het vertrouwen van de boeren in de tsaar en zijn regering te herstellen. Daartoe nam hij het initiatief tot een belangrijke landbouwhervorming. Ook nam hij maatregelen om de levensomstandigheden van de stedelijke arbeiders te verbeteren en de bevoegdheden van de lokale bestuursorganen te vergroten. 
Stolypin nam maatregelen om ervoor te zorgen dat de Derde Doema meer bereidheid zou tonen om de door zijn regering voorgestelde wetgeving goed te keuren. Nadat hij in juni 1907 de Tweede Doema ontbonden had, veranderde hij de kieswet zodanig, dat de adel en de welvarende klassen meer gewicht kregen en de lagere klassen minder. Dit had het gewenste effect op de verkiezingen voor de Derde Doema, die meer conservatieve leden telde. Deze Derde Doema was veel coöperatiever en zou zijn volle mandaatsperiode uitzitten.

### Landbouwhervormingen
De meningen over het levenswerk van Stolypin lopen sterk uiteen. In de chaotische omstandigheden van de revolutie van 1905 moest hij wel maatregelen nemen om gewelddadige revolutionaire activiteiten en anarchie te onderdrukken. Zijn landbouwhervorming was evenwel veelbelovend. Zijn uitspraak dat zijn hervorming "een weddenschap op de sterken" (ставка на силных) was, is vaak op moedwillige wijze verkeerd geïnterpreteerd. Stolypin en zijn medewerkers (onder wie in de eerste plaats zijn minister van landbouw Aleksandr Krivosjein en de uit Denemarken afkomstige landbouwspecialist Andrej Andrejevitsj Køfød moeten worden genoemd) probeerden zo veel mogelijk boeren de gelegenheid te geven zich uit de armoede te verheffen, door de consolidatie van versnipperde kleine percelen te bevorderen, door het verstrekken van bank- en verzekeringsfaciliteiten aan de boeren en door de emigratie uit overbevolkte gebieden naar de maagdelijke gronden van Kazachstan en Zuid-Siberië te bevorderen. Het doel waar hij naar streefde was een klasse van enigszins welgestelde boeren te creëren, die een steunpilaar zouden zijn voor de maatschappelijke orde. 
Lenin vreesde dat Stolypin erin zou slagen Rusland te helpen een gewelddadige revolutie te voorkomen. Veel Duitse politieke leiders vreesden dat een succesvolle economische transformatie van Rusland Duitslands dominerende positie in Europa binnen een generatie zou ondermijnen. Sommige historici geloven zelfs dat de Duitse leiders in 1914 bewust ervoor kozen om het tsaristische Rusland tot een oorlog te provoceren, teneinde het te kunnen verslaan voordat het te sterk zou worden. Aan de andere kant verleende de tsaar hem geen onvoorwaardelijke steun. Veel wijst erop dat zijn positie aan het Keizerlijk Hof al ernstig aangetast was op het tijdstip waarop hij in 1911 het slachtoffer werd van een moordaanslag. 

### Moordaanslag

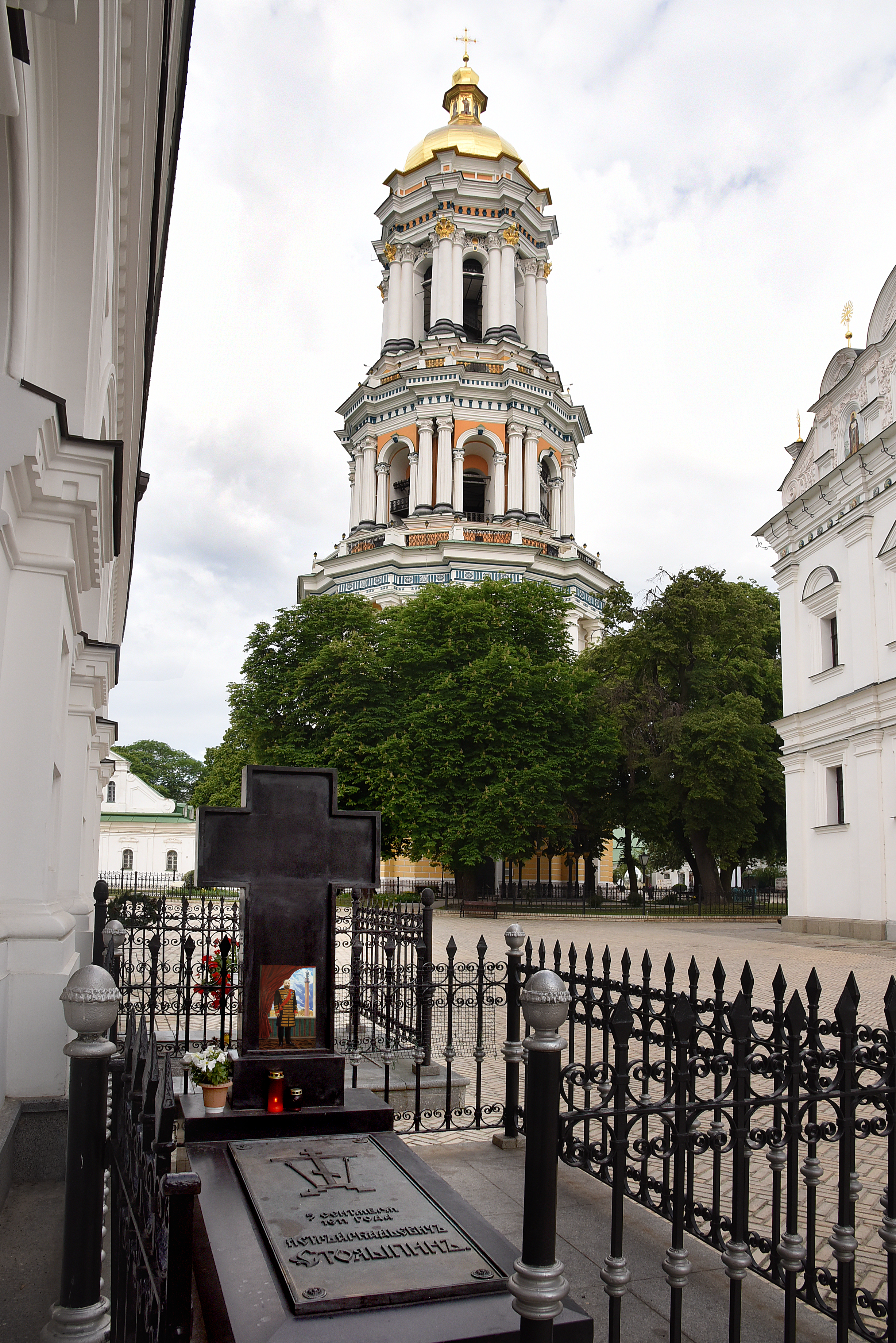
Het graf van Pjotr Stolypin in Kiev

Op 14 september [O.S. 1 september] 1911, werd Stolypin neergeschoten door een linkse revolutionair, Dmitri Bogrov, toen hij in de Opera van Kiev een voorstelling bijwoonde van Rimski-Korsakovs opera "Tsaar Saltan". Vier dagen later stierf hij. Stolypin ligt in Kiev begraven. 
Na Stolypins dood zette Aleksander Krivosjein zijn landbouwhervorming voort. Stolypin had opgemerkt dat Rusland voor een succesvolle transformatie "twintig jaar vrede nodig zou hebben", maar die rustpauze zou Rusland niet gegeven zijn. Stolypins hervormingen overleefden de woelingen van de Eerste Wereldoorlog, de Oktoberrevolutie en de Russische Burgeroorlog niet.
Bij de verkiezing in 2008 van "De grootste Rus" kwam hij na Alexander Nevski op de tweede plaats.